# 리쿠젠토미야마역
리쿠젠토미야마역(일본어: 陸前富山駅)은 일본 미야기현 미야기군 마쓰시마정에 위치한 동일본 여객철도 센세키 선의 철도역이다.

## 이용 현황
| 승차 인원 추이 | 승차 인원 추이 |
| 연도           | 1일 평균       |
| -------------- | -------------- |
| 1999           | 99             |
| 2000           | 117            |
| 2001           | 136            |
| 2002           | 129            |
| 2003           | 93             |
| 2004           | 81             |

## 역 주변
- 도미야마 산

## 역사
- 1928년 4월 10일 : 미야기 전기 철도의 도미야마역으로서 개업.
- 1944년 5월 1일 : 미야기 전기 철도 국유화에 의해, 국철의 역이 됨. 동시에 리쿠젠토미야마역으로 개칭.
- 1945년 6월 10일 : 휴업.
- 1946년 6월 10일 : 영업 재개.
- 1958년 10월 1일 : 무인화.
- 1987년 4월 1일 : 일본국유철도 분할 민영화에 의해, 동일본 여객철도가 승계.
- 2003년 10월 26일 : IC 카드 Suica 서비스 개시.
- 2011년 3월 11일 : 도호쿠 지방 태평양 해역 지진과 그에 의한 지진 해일 영향으로 인해 센세키 선 운행 전면 중단.
- 2015년 5월 30일 : 센세키 선 전 노선 복구에 의한 영업 재개. 다만, 센세키 도호쿠 라인 열차는 정차하지 않음.

## 인접 역
| 동일본 여객철도 ■ 센세키 선 | 동일본 여객철도 ■ 센세키 선 | 동일본 여객철도 ■ 센세키 선  |
| --------------------------- | --------------------------- | ---------------------------- |
| 데타루 아오바도리 방면      | ■ 보통                      | 리쿠젠오쓰카 이시노마키 방면 |